# Coniferin
Coniferina con fórmula química C16H22O8, es un glucósido del alcohol coniferílico. Es sólido cristalino blanco y es un metabolito de las coníferas, que sirve como un intermedio en la pared celular de lignificación, así como otros que tienen funciones biológicas. También se puede encontrar en la raíz de Angelica archangelica subsp. litoralis.
La vainillina fue sintetizada por primera vez desde coniferin por los químicos Ferdinand Tiemann y Wilhelm Haarmann.